# Eibenwald am Hainberg
Der Eibenwald am Hainberg ist eines der größten natürlichen Vorkommen der Europäischen Eibe (Taxus baccata) in Deutschland. Er liegt im südlichen Niedersachsen im Landkreis Göttingen, ca. 7 Kilometer Luftlinie nördlich der Stadt Göttingen auf der Ostseite des Leinetals.

## Geografie
Der Eibenwald liegt im südniedersächsischen Leinebergland, dort im nördlichsten Teil des Göttinger Waldes, der sich entlang dem Osthang des Leinegrabens erstreckt. Er befindet sich auf dem Gebiet des Fleckens Bovenden direkt südlich des Ortsteils Eddigehausen. Er ist 12,7 Hektar groß und zieht sich über den Südwesthang des 355 Meter hohen Hainberges hin.
Das Wuchsgebiet gehört zum Staatsforst. Zuständig für den Eibenwald ist das Niedersächsische Forstamt Reinhausen mit der Revierförsterei Reyershausen. Der Eibenwald liegt in der Abteilung 31 des Forstamtes Reinhausen.

## Geschichte
Der Eibenwald am Hainberg ist eines der wenigen verbliebenen Fragmente der ehemaligen mitteleuropäischen Eibenvorkommen.
Die Eibe war, wie Pollenanalysen zeigen, als Nebenbaumart der Buche im westlichen und zentralen Mitteleuropa weit verbreitet. Die Schattenbaumart wurde vor allem ab der frühen Neuzeit durch das Ende der Mittelwald- und Niederwaldwirtschaft und dem waldwirtschaftlichen Wechsel zu Aufforstungsmaßnahmen hin, insbesondere der Hochwaldwirtschaft, schrittweise auf ihre heutigen Reststandorte verdrängt. Der Rückgang der Eibenvorkommen wurde bereits im ausgehenden 18. und im 19. Jahrhundert wissenschaftlich beschrieben und als „Eibenfrage“ diskutiert.
Die Geschichte des Eibenwalds am Hainberg lässt sich anhand historischer Dokumente bis ins Jahr 1573 zurückverfolgen. Unter anderem wurden Balken für die Kirche in Reyershausen aus starkem Eibenholz geschlagen. Mitte des 19. Jahrhunderts war der benachbarte Eibenwald auf dem Plateau der Plesse bereits erloschen und der Eibenwald am Hainberg wurde als kümmerliches Restvorkommen eingestuft.
Der Eibenwald gehörte ehemals in den Besitz der Herren der nahe oberhalb gelegenen Burg Plesse. Bereits 1908 wurde der Bestand als erhaltens- und schützenswert beurteilt und als Naturdenkmal unter Schutz gestellt.
1972 wurde der Eibenwald per Erlass des (damaligen) Niedersächsischen Ministeriums für Ernährung, Landwirtschaft und Forste im Rahmen der Selbstverpflichtung in den Rang eines Naturwaldreservates erhoben.
Der Eibenbestand wird heute vom Landkreis Göttingen als Naturdenkmal Bovenden/Pleßforst, Gö 6 in der Liste der Naturdenkmäler im Landkreis Göttingen geführt.

## Habitat
Die Europäische Eibe wächst am Hainberg in einem Laubmischwald in Hanglage auf Muschelkalk. Sie ist die Leitbaumart des Habitats, jedoch nicht die am meisten zu findende Baumart. Vielmehr sind die Eiben einzeln oder in kleinen Gruppen in den Bestand aus Buchen, Eschen und Bergahorn eingestreut, jedoch nicht angepflanzt. Auch Naturverjüngung findet statt. Nach Flächengröße und Anzahl der Eiben in der oberen Bestandsschicht ist das Wuchsgebiet einer der größten zusammenhängenden Eibenbestände Deutschlands.
Es handelt sich um ca. 800 Bäume mit einem Alter von bis zu 200 Jahren. Die kräftigsten Eiben haben einen Stammdurchmesser in Brusthöhe von bis zu 68 Zentimetern und erreichen eine Höhe von bis zu 21 Metern.

## Schutzmaßnahmen
Die Europäische Eibe, Baum des Jahres 1994, gehört zu den in Deutschland vom Aussterben bedrohten Pflanzenarten. Sie wird in der gemeinsamen Roten Liste gefährdeter Arten der Länder Niedersachsen und Bremen, herausgegeben durch den Niedersächsischen Landesbetrieb für Wasserwirtschaft, Küsten- und Naturschutz, in der Kategorie 3 – gefährdet – geführt.
Der Eibenwald am Hainberg ist als Sonderbiotop für den Artenschutz klassifiziert und in das Niedersächsische Waldschutzgebietssystem aufgenommen. Im Rahmen des Habitatschutzes war und ist der Eibenwald von der ökonomisch orientierten Forstwirtschaft ausgenommen. Das Forstamt Reinhausen führt lediglich pflegerische Maßnahmen zur Bestandssicherung der Eiben und der Erhaltung des Naturdenkmals durch.
Als pflegerische Maßnahmen werden benachbarte Bäume, die eine Eibe zu stark überschatten, entweder gefällt, um den Konkurrenzdruck insbesondere durch die Buche zu vermindern, vielfach jedoch werden sie „geringelt“. Dabei wird die Rinde zum großen Teil ringförmig abgeschält, damit der Baum langsam abstirbt. Durch dieses Vorgehen verliert die betroffene Buche über mehrere Jahre ihr überschattendes Laub und die Eibe kann sich sukzessive an die sich verbessernden Lichtverhältnisse gewöhnen.
Sämlinge und Jungpflanzen der Eibe werden zumeist wegen hohem Wildbestand innerhalb kurzer Zeit durch Wildverbiss abgeäst. Für Rehwild und Hasen sind die giftigen Inhaltsstoffe der Eibe (u. a. Taxane) nicht schädlich. Durch das Abäsen wird jedoch ein Nachwachsen von jungen Eiben und eine Bestandsverjüngung bzw. Vergrößerung des Wuchsgebietes weitgehend verhindert. Deshalb ist ein kleiner Kernbereich des Eibenwaldes mit einem Wildschutzzaun versehen, um den Eiben dort eine natürliche Verjüngung zu ermöglichen.
Das Gebiet ist Teil des FFH-Gebietes Göttinger Wald.

## Weitere Eibenwälder
- Der Paterzeller Eibenwald liegt in Bayern (Oberbayern) in der Nähe des Klosters Wessobrunn. Innerhalb des ca. 88 Hektar großen Naturschutzgebiets im Landkreis Weilheim-Schongau stehen über 1500 ältere Eiben in einem artenreichen Bergmischwald.
- Im 58 Hektar großen Naturschutzgebiet Ibengarten bei Dermbach in Thüringen, Wartburgkreis, stehen 368 Eiben, von denen 50 bereits über 500 Jahre alt sein sollen.
- Das 31,3 Hektar große Naturwaldreservat Wasserberg bei Gößweinstein in Oberfranken (nördliche Fränkische Alb) ist ein Buchenwald mit Eiben.
- In Fürstenhagen in Thüringen, Landkreis Eichsfeld, stehen im Naturschutzgebiet Lengenberg ca. 5.700 Eiben in einem alten Buchenwald. Sie sind bis zu 120 Jahre alt.
- Eibenkopf bei Waldshut-Tiengen, ein Naturschutzgebiet.